# Caterina Bosetti

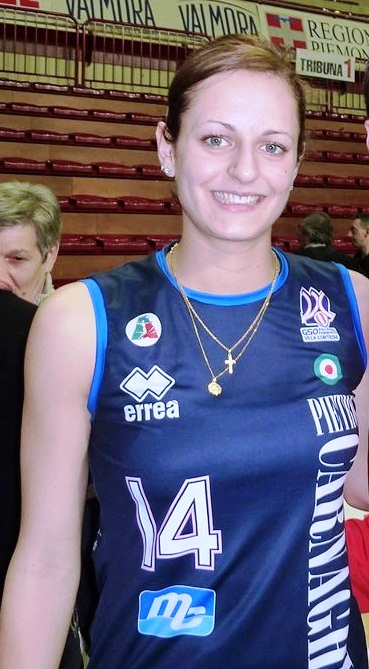
Caterina Bosetti zawodniczką MC Carnaghi Villa Cortese w sezonie 2011/2012

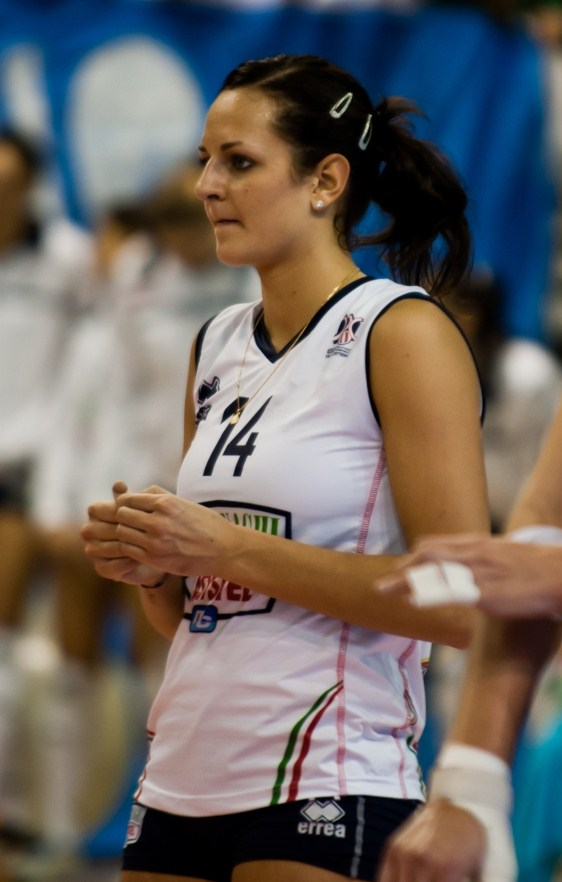
Caterina Bosetti zawodniczką Asystelu Carnaghi Villa Cortese w sezonie 2012/2013

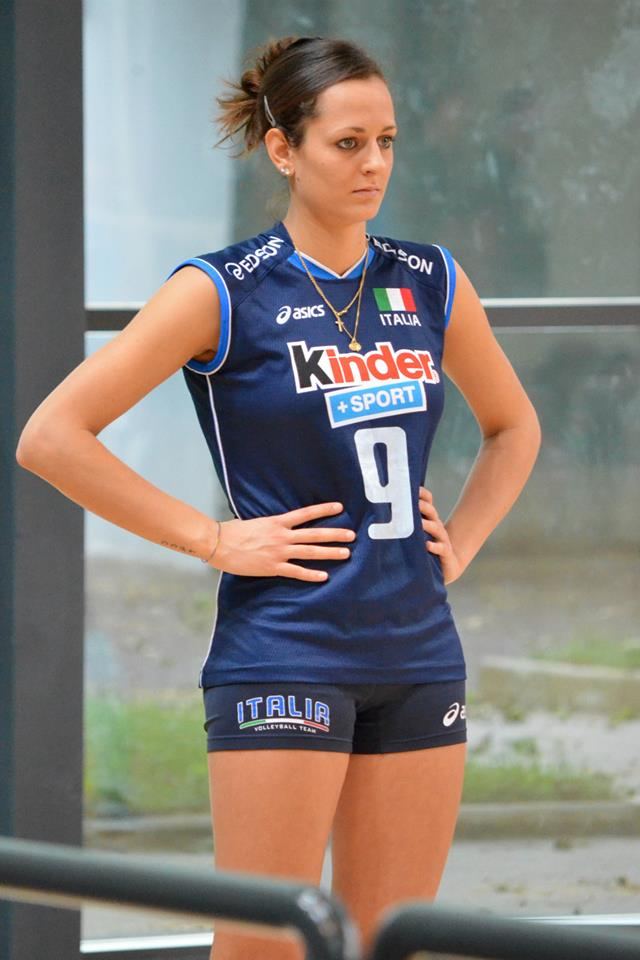
Caterina Bosetti reprezentantką Włoch w 2013 roku

Caterina Chiara Bosetti (ur. 2 lutego 1994 w Busto Arsizio) – włoska siatkarka, reprezentantka kraju, grająca na pozycji przyjmującej. 

## Życie prywatne
Jej ojciec Giuseppe Bosetti jest trenerem siatkarskim, aktualnie prowadzi juniorską reprezentację Włoch kobiet, a jej matka Franca Bardelli była siatkarką, wielokrotną reprezentantką Włoch. Ma dwie siostry, starszą Lucię i młodszą Chiarę, które są również siatkarkami.

## Kariera klubowa
| Kariera juniorska | Kariera juniorska                 | Kariera juniorska | Kariera juniorska | Kariera juniorska | Kariera juniorska | Kariera juniorska | Kariera juniorska | Kariera juniorska | Kariera juniorska | Kariera juniorska |
| ----------------- | --------------------------------- | ----------------- | ----------------- | ----------------- | ----------------- | ----------------- | ----------------- | ----------------- | ----------------- | ----------------- |
| Lata              | Klub                              |                   |                   |                   |                   |                   |                   |                   |                   |                   |
| 2009–2012         | MC Carnaghi Villa Cortese         |                   |                   |                   |                   |                   |                   |                   |                   |                   |
| Kariera seniorska |                                   |                   |                   |                   |                   |                   |                   |                   |                   |                   |
| Sezon             | Klub                              |                   |                   |                   |                   |                   |                   |                   |                   |                   |
| 2009/2010         | MC Carnaghi Villa Cortese         |                   |                   |                   |                   |                   |                   |                   |                   |                   |
| 2010/2011         | MC Carnaghi Villa Cortese         |                   |                   |                   |                   |                   |                   |                   |                   |                   |
| 2011/2012         | MC Carnaghi Villa Cortese         |                   |                   |                   |                   |                   |                   |                   |                   |                   |
| 2012/2013         | Asystel MC Carnaghi Villa Cortese |                   |                   |                   |                   |                   |                   |                   |                   |                   |
| 2013/2014         | Molico Nestlé Osasco              |                   |                   |                   |                   |                   |                   |                   |                   |                   |
| 2014/2015         | Galatasaray Daikin Stambuł        |                   |                   |                   |                   |                   |                   |                   |                   |                   |
| 2015/2016         | Igor Gorgonzola Novara            |                   |                   |                   |                   |                   |                   |                   |                   |                   |
| 2016/2017         | Liu Jo Nordmeccanica Modena       |                   |                   |                   |                   |                   |                   |                   |                   |                   |
| 2017/2018         | Liu Jo Nordmeccanica Modena       |                   |                   |                   |                   |                   |                   |                   |                   |                   |
| 2018/2019         | Pomì Casalmaggiore                |                   |                   |                   |                   |                   |                   |                   |                   |                   |
| 2019/2020         | Pomì Casalmaggiore                |                   |                   |                   |                   |                   |                   |                   |                   |                   |
| 2020/2021         | Igor Gorgonzola Novara            |                   |                   |                   |                   |                   |                   |                   |                   |                   |
| 2021/2022         | Igor Gorgonzola Novara            |                   |                   |                   |                   |                   |                   |                   |                   |                   |
| 2022/2023         | Igor Gorgonzola Novara            |                   |                   |                   |                   |                   |                   |                   |                   |                   |
| 2023/2024         | Igor Gorgonzola Novara            |                   |                   |                   |                   |                   |                   |                   |                   |                   |
| 2024/2025         | VakıfBank Stambuł                 |                   |                   |                   |                   |                   |                   |                   |                   |                   |
| 2025/2026         | Savino Del Bene Scandicci         |                   |                   |                   |                   |                   |                   |                   |                   |                   |

## Sukcesy klubowe
Liga włoska:
- 2010, 2011, 2012, 2017, 2021

Puchar Włoch:
- 2010, 2011

Puchar Brazylii:
- 2014

Klubowe Mistrzostwa Ameryki Południowej:
- 2014

Liga brazylijska:
- 2014

Klubowe Mistrzostwa Świata:
- 2014

Puchar Challenge:
- 2024[3]

Liga turecka:
- 2025[4]

## Sukcesy reprezentacyjne
Mistrzostwa Europy Juniorek:
- 2010

Mistrzostwa Europy Kadetek:
- 2011

Mistrzostwa Świata Juniorek:
- 2011

Puchar Świata:
- 2011

Grand Prix:
- 2017

Liga Narodów:
- 2022[5], 2024[6]

Mistrzostwa Świata:
- 2022[7]

Igrzyska Olimpijskie:
- 2024[8]

## Nagrody indywidualne
- 2010: MVP Mistrzostw Europy Juniorek
- 2011: Najlepsza przyjmująca Mistrzostw Europy Kadetek:
- 2011: MVP i najlepsza atakująca Mistrzostwa Świata Juniorek
- 2012: MVP Superpucharu Włoch
- 2012: Najlepsza siatkarka do lat 20 - Nagroda Arnaldo Eynarda
- 2022: Najlepsza przyjmująca turnieju finałowego Ligi Narodów